# Trio de rios mais rápidos do Japão

O Trio de rios mais rápidos do Japão (日本三大急流 Nippon-sandaikyūryū) refere-se os três mais rápidos rios de todo o Japão. O rio japonês com a maior corredeira é na verdade o Rio Jōganji (Toyama) (que tem sua nascente a 2661 metros a cima do nível do mar, e uma extensão de 56 quilômetros), porém por conta de falta de popularidade não foi incluído.

## Rios
- Rio Fuji (Nagano, Yamanashi, Shizuoka)
- Rio Kuma (Kumamoto)
- Rio Mogami (Yamagata)